# Квартерон
Квартерон (на испански: cuarterón, четвърт) се нарича човек, който носи ¼ белези на негроидната раса и ¾ белези на европеидната раса. С други думи единият родител на квартерона е бял, а другият е мулат.
Известни квартерони са писателят Александър Дюма - баща, руският поет Александър Пушкин, певицата Марая Кери, баскетболистът Джоаким Ноа.
През 1856 г. Майн Рид издава романа си „Квартеронката“.